# Хихона
Хихона (на испански: Jijona, на валенски: Xixona) е община в Испания, Валенсийска общност, провинция Аликанте, комарка Аликанти. Според Националния статистически институт на Испания през 2013 г. общината има 7366 жители.